# Gymnadenia conopsea
La manina rosea (Gymnadenia conopsea (L.) R.Br., 1813) è una piccola pianta erbacea dai delicati fiori rosa, appartenente alla famiglia delle Orchidacee.

## Etimologia
Il nome generico (Gymnodenia) deriva da due parole greche: gymnos (= nudo) e adèn (= ghiandola) e deriva dal fatto che i retinacoli (le estremità nettarifere con ghiandole vischiose per far aderire il polline agli insetti pronubi) non sono racchiusi nelle borsicole ma sono praticamente “nude”.
Il termine specifico (conopsea) deriva sempre dal greco konops e significa letteralmente “simile a zanzara”,  probabilmente per la somiglianza che ha il lungo sperone del fiore con l'apparato boccale di quell'insetto, anche se il nome comune (manina rosea) è forse più indovinato (e senz'altro più grazioso).
Il binomio scientifico di questa pianta inizialmente era Orchis conopsea, proposta dal botanico e naturalista svedese Carl von Linné (1707 - 1778) in una pubblicazione del 1753, modificato successivamente in quello attualmente accettato (Gymnadenia conopsea) proposto dal botanico britannico Robert Brown (1773 – 1858) in una pubblicazione del 1813.
In lingua tedesca questa pianta si chiama Mücken-Handwurtz oppure Mücken-Nacktdrüse; in francese si chiama Gymnadénie moucheron oppure Orchis moucheron; in lingua inglese si chiama Fragrant Orchid.

## Descrizione

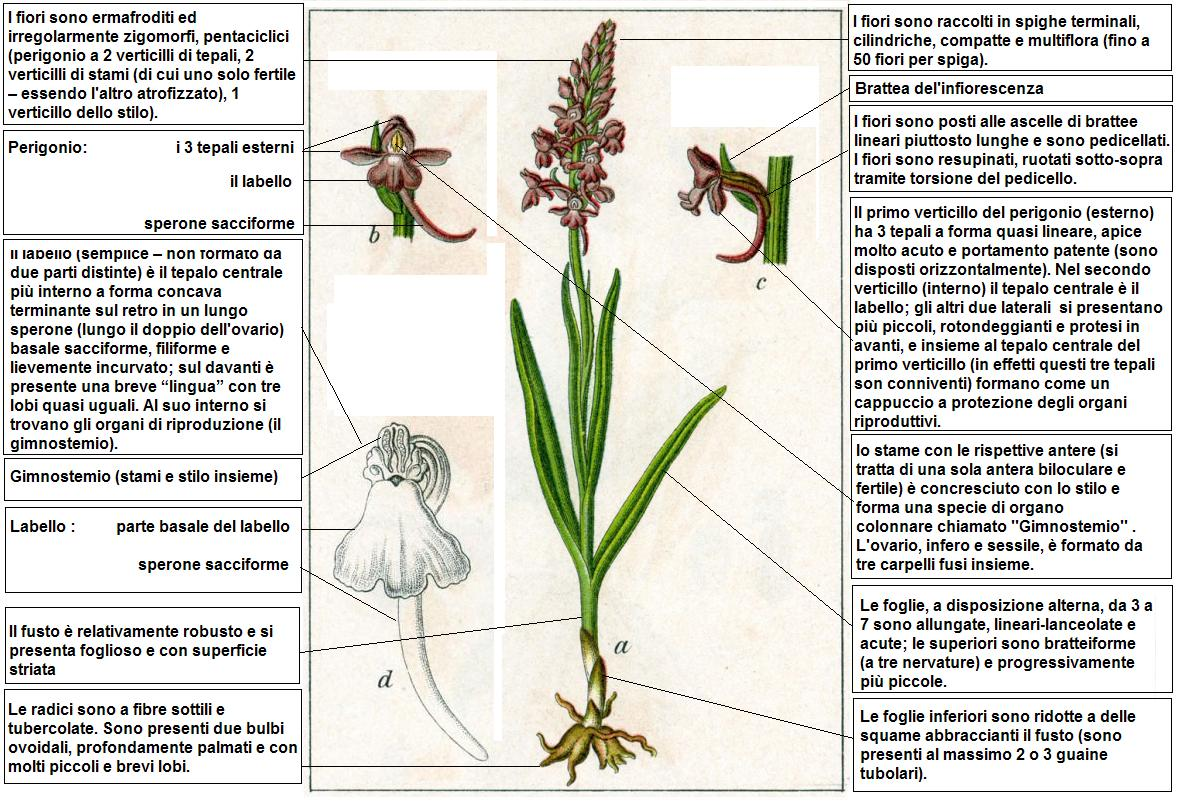
Descrizione delle parti della pianta

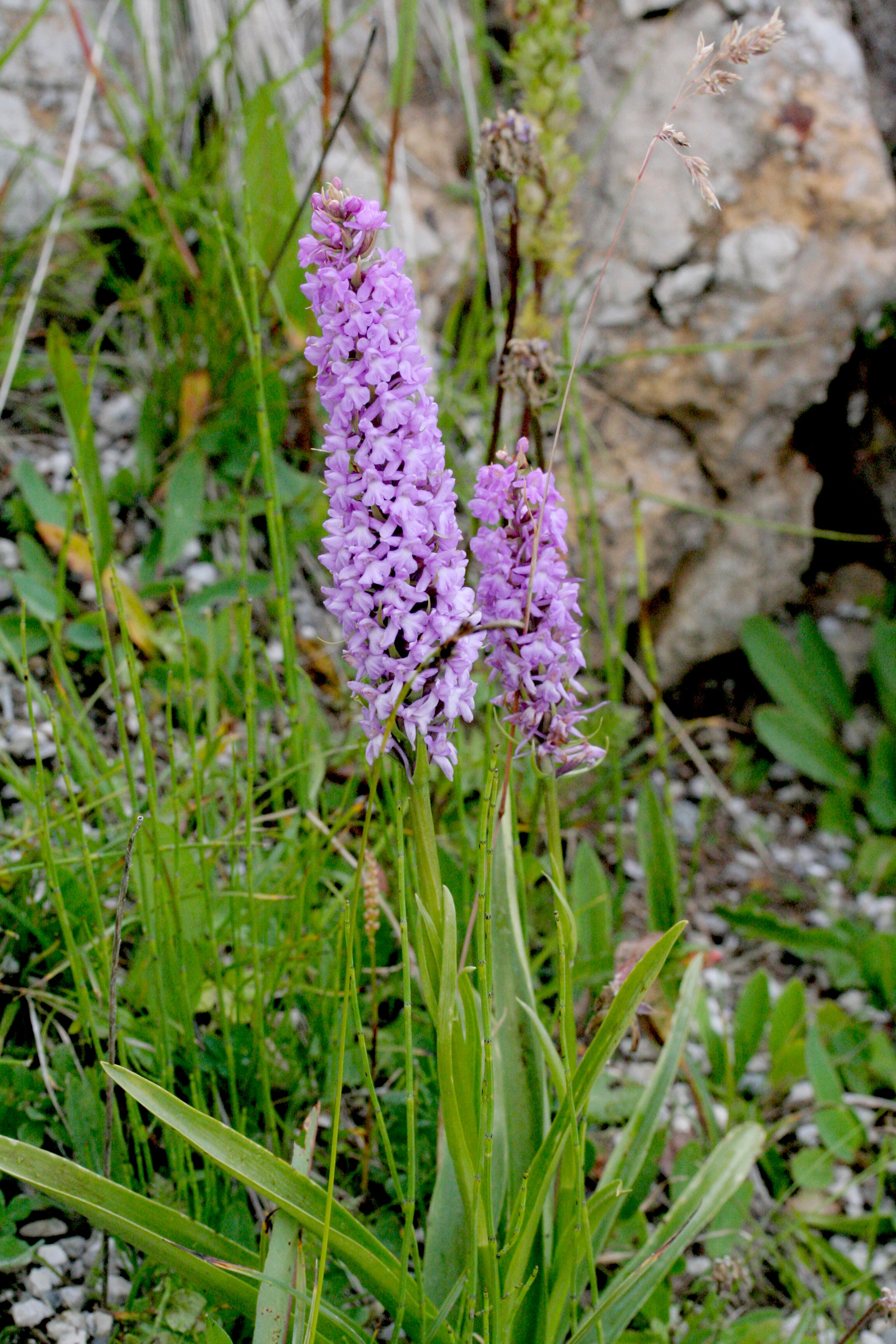
Il portamento
Località: Cortina (BL), 1400 m s.l.m. - 01/08/2008

L'altezza di questa pianta, fondamentalmente glabra, varia da 20 a 60 cm (massimo 80 cm). La forma biologica è geofita bulbosa (G bulb), ossia sono piante perenni erbacee che portano le gemme in posizione sotterranea. Durante la stagione avversa non presentano organi aerei e le gemme si trovano in organi sotterranei chiamati bulbi, organi di riserva che annualmente producono nuovi fusti, foglie e fiori. È un'orchidea terrestre in quanto contrariamente ad altre specie, non è “epifita”, ossia non vive usando come supporto altri vegetali di maggiori proporzioni.

### Radici
Le radici sono a fibre sottili e tubercolate. Sono presenti due bulbi ovoidali, profondamente palmati e con molti piccoli e brevi lobi. Dimensione dei tuberi: 1 – 3,5 cm.

### Fusto
Il fusto è relativamente robusto e si presenta foglioso e con superficie striata.

### Foglie

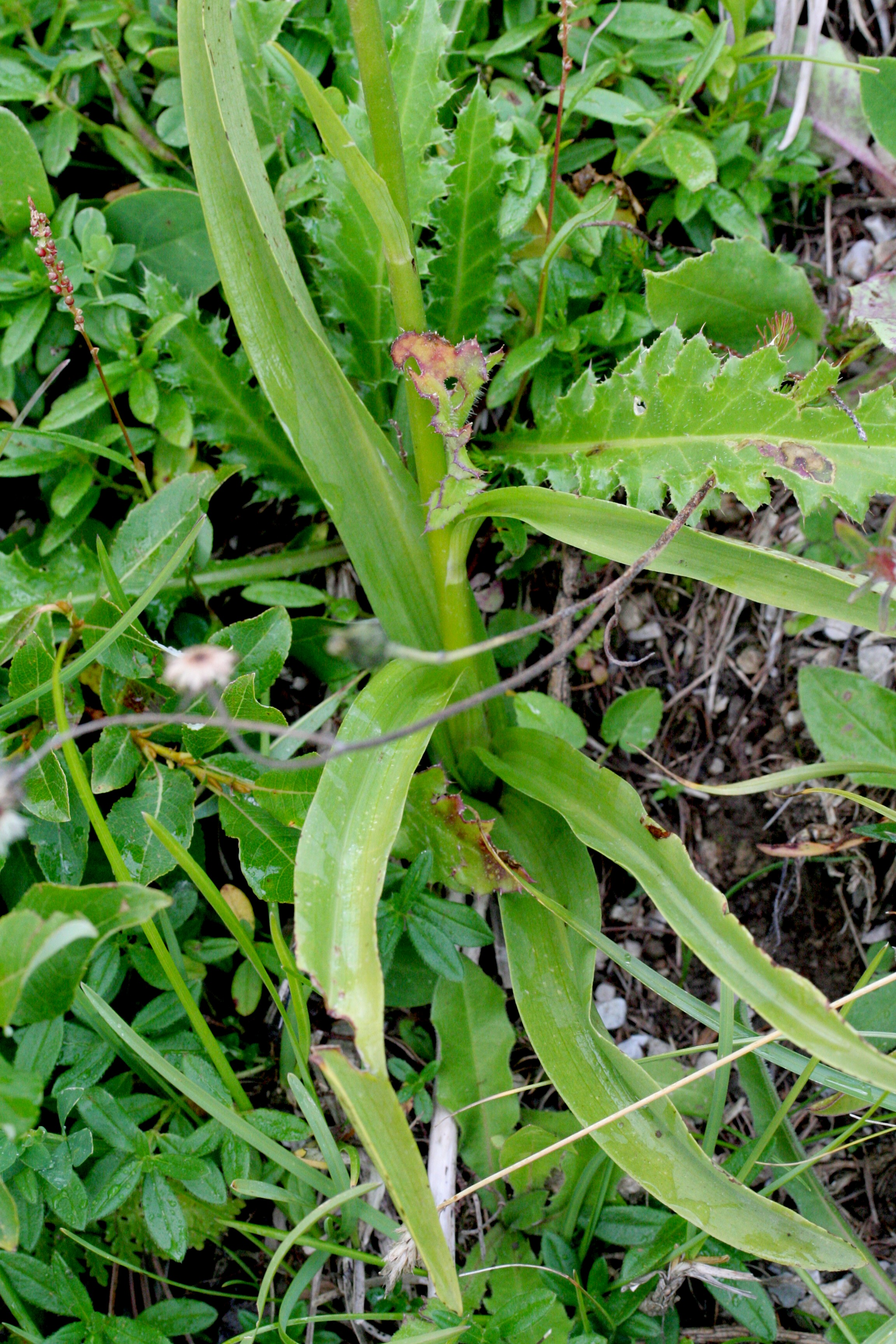
Le foglie
Località: Cortina (BL), 1400 m s.l.m. - 01/08/2008

Le foglie, a disposizione alterna, da 3 a 7 sono allungate, lineari-lanceolate e acute; le superiori sono bratteiforme (a tre nervature) e progressivamente più piccole. Quelle inferiori sono ridotte a delle squame abbraccianti il fusto (sono presenti al massimo 2 o 3 guaine tubolari). Il colore delle foglie è grigio-verdastro. Al centro, longitudinalmente, sono carenate. Dimensioni delle foglie: larghezza 1 – 2 cm; lunghezza 10 – 25 cm.

### Infiorescenza

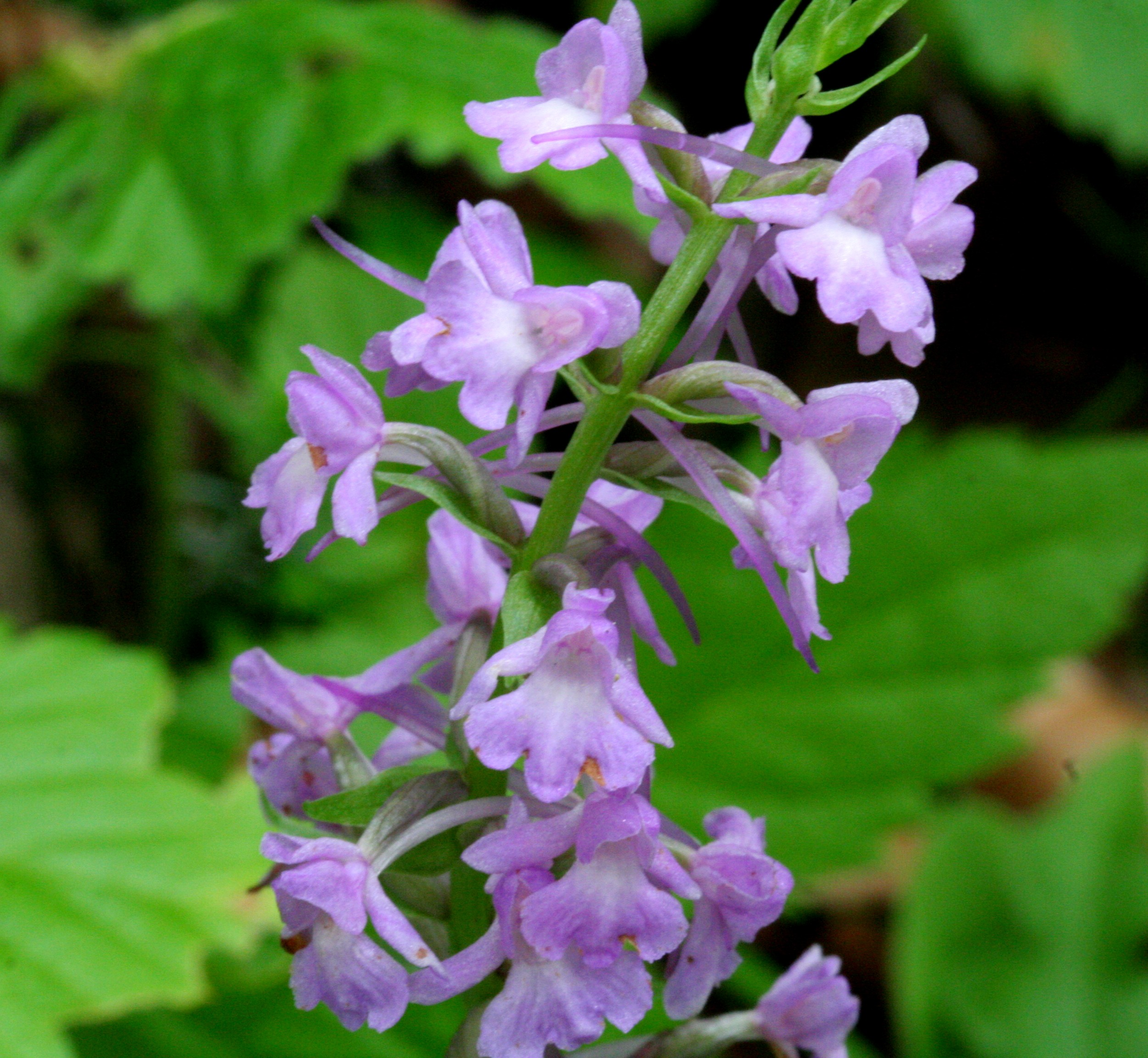
Infiorescenza
Località: Cortina (BL), 1400 m s.l.m. - 20/07/2008

I fiori sono raccolti in spighe terminali, cilindriche, compatte e multiflora (fino a 50 fiori per spiga). I fiori sono posti alle ascelle di brattee lineari piuttosto lunghe e sono pedicellati. I fiori sono resupinati, ruotati sottosopra tramite torsione del pedicello (e non dell'ovario come nel genere Cephalanthera); in questo caso il labello è volto in basso. L'infiorescenza nella parte terminale può essere sfumata di porpora. Dimensione della spiga: 5 – 25 cm. Lunghezza delle brattee (quelle inferiori sono le più lunghe): 1,5 – 6 cm.

### Fiore

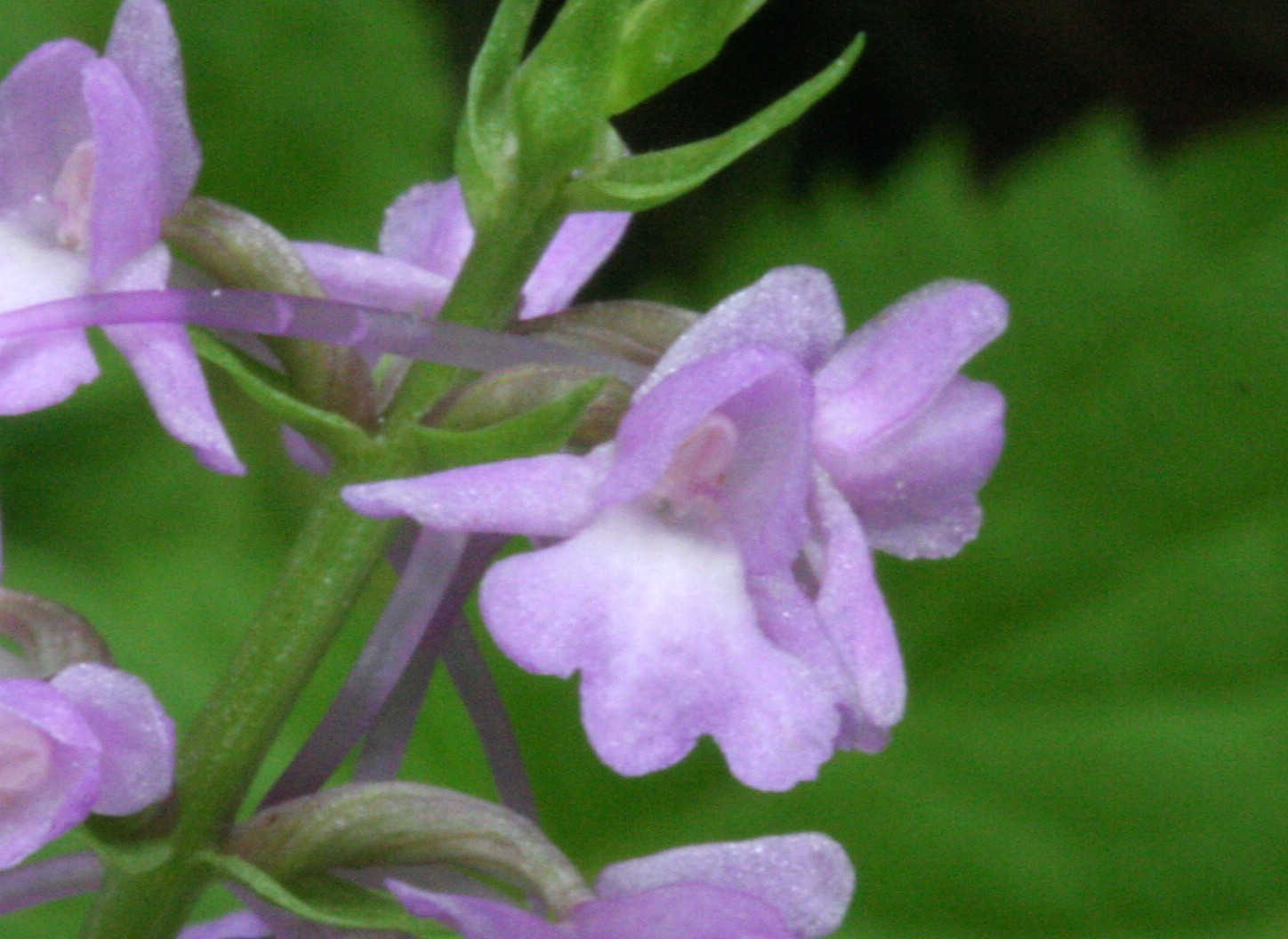
Il fiore
Località: Cortina (BL), 1400 m s.l.m. - 20/07/2008

I fiori sono ermafroditi ed irregolarmente zigomorfi, pentaciclici (perigonio a 2 verticilli di tepali, 2 verticilli di stami (di cui uno solo fertile – essendo l'altro atrofizzato), 1 verticillo dello stilo). In fiori sono appena profumati e sono bianco-rosei o roseo-violacei, ma anche bianchi (più raramente). Dimensione dei fiori: 8 – 14 mm.
- Formula fiorale: per queste piante viene indicata la seguente formula fiorale:

P 3+3, [A 1, G (3)]
- Perigonio: il perigonio è composto da 2 verticilli con 3 tepali ciascuno (3 interni e 3 esterni). Il primo verticillo (esterno) ha 3 tepali a forma quasi lineare, apice molto acuto e portamento patente (sono disposti orizzontalmente). Nel secondo verticillo (interno) il tepalo centrale (chiamato “labello”) è molto diverso rispetto agli altri due laterali che si presentano più piccoli, rotondeggianti e protesi in avanti, e insieme al tepalo centrale del primo verticillo (in effetti questi tre tepali sono conniventi) formano come un cappuccio a protezione degli organi riproduttivi. I tepali sono percorsi da 3 venature più scure. Larghezza del perigonio: 10 mm. Dimensione dei tepali esterni: larghezza 3 – 4 mm; lunghezza 3,5 – 5,5 mm.
- Labello: il labello (semplice – non formato da due parti distinte) è il tepalo centrale più interno a forma concava terminante sul retro in un lungo sperone (lungo il doppio dell'ovario) basale sacciforme, filiforme e lievemente incurvato; sul davanti è presente una breve “lingua”, con tre lobi quasi uguali, ripiegata verso il basso (nell'insieme questa parte del fiore ricorda una mano con le dita). Al suo interno si trovano gli organi di riproduzione (il ginostemio). Lo sperone del labello è nettarifero. Lunghezza dello sperone: 15 – 20 mm. Dimensione del labello: larghezza 5 mm; lunghezza 5 mm.
- Ginostemio:  lo stame con le rispettive antere (si tratta di una sola antera biloculare e fertile) è concresciuto con lo stilo e forma una specie di organo colonnare chiamato ginostemio[5]. Il polline è conglutinato in pollinii (questi ultimi sono forniti di una ghiandola vischiosa - retinacolo) dotati di caudicola. I retinacoli sono privi di borsicole (quindi nudi)[3].  L'ovario, infero e sessile, è formato da tre carpelli fusi insieme. Lunghezza dell'ovario: 5 – 8 mm.
- Fioritura: da maggio ad agosto.

### Frutti
Il frutto è una capsula.  Al suo interno sono contenuti numerosi minutissimi semi piatti. Questi semi sono privi di endosperma e gli embrioni contenuti in essi sono poco differenziati in quanto formati da poche cellule. Queste piante vivono in stretta simbiosi con micorrize endotrofiche, questo significa che i semi possono svilupparsi solamente dopo essere infettati dalle spore di funghi micorrizici (infestazione di ife fungine). Questo meccanismo è necessario in quanto i semi da soli hanno poche sostanze di riserva per una germinazione in proprio.

## Biologia
- Impollinazione: tramite insetti (anche farfalle notturne). Il nettare è contenuto nello sperone, la parte più interna e arretrata del labello: costringendo così i vari insetti pronubi, per raggiungere il nettare, a “strofinarsi” contro gli organi impollinatori posti lungo il percorso sul davanti (ginostemio).

La riproduzione di questa pianta avviene in due modi: 
- per via sessuata grazie all'impollinazione degli insetti pronubi; ma la germinazione dei semi è condizionata dalla presenza di funghi specifici (i semi sono privi di albume – vedi sopra).
- per via vegetativa in quanto uno dei due bulbi possiede la funzione vegetativa per cui può emettere gemme avventizie capaci di generare nuovi individui (l'altro bulbo è di riserva).

## Distribuzione e habitat
- Geoelemento: il tipo corologico (area di origine) è Euroasiatico – Temperato, ma anche Eurosiberiano (questa specie in Asia, al nord, si spinge fino nella Siberia).
- Diffusione: in Italia è comune sulle Alpi; rara sugli Appennini; assente in Sicilia e Sardegna. In Europa è altrettanto comune con esclusione dell'area dinarica. In Asia è comune nelle zone settentrionali al nord dell'Himalaya.
- Habitat: l'habitat tipico di questa pianta sono i prati e pascoli montani, ma anche le schiarite forestali (boscaglie di pini montani e gineprai).  Il substrato preferito è sia calcareo che siliceo, con pH neutro, bassi valori nutrizionali del terreno che deve essere mediamente umido.
- Diffusione altitudinale: sui rilievi queste piante si possono trovare fino a 2400 m s.l.m.; frequentano quindi i seguenti piani vegetazionali: collinare, montano e subalpino.

### Fitosociologia
Dal punto di vista fitosociologico la specie di questa voce appartiene alla seguente comunità vegetale:
Formazione: delle comunità delle macro- e megaforbie terrestri
Classe: Molinio-Arrhenatheretea
Ordine: Molinietalia caeruleae

## Tassonomia
Il numero cromosomico di G. conopsea è: 2n = 30 - 120.

### Variabilità
Di questa specie sono state descritte numerose varietà (alcune liste ne elencano oltre 25, molte delle quali non sono riconosciute o sono sinonimi); sul territorio italiano vengono individuate le seguenti varietà:
- Gymnadenia conopsea var. alpina Rchb.f. ex Beck
Si distingue per le dimensioni inferiori (12–30 cm), con foglie più addensate alla base.
- Gymnadenia conopsea var. densiflora (Wahlenb.) Lindl.
Si distingue per l'infiorescenza più densa e la fioritura tardiva (luglio-agosto).

### Ibridi

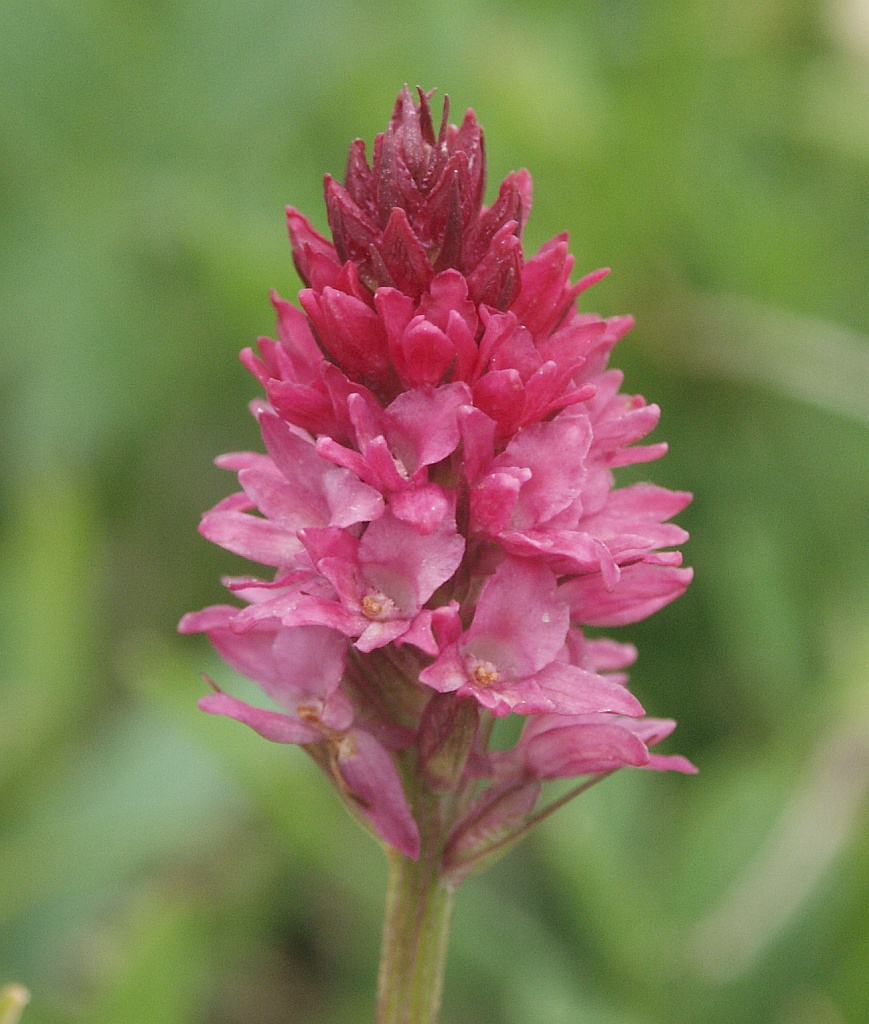
Ibrido Gymninigritella suaveolens

Con la specie Gymnadenia odoratissima la pianta di questa voce forma il seguente ibrido interspecifico:
- Gymnadenia × intermedia Peterm. (1841)

Queste piante si ibridano facilmente anche con specie di generi diversi formando così ibridi intragenerici (o anche “generi ibridi”). L'elenco che segue indicata alcuni di questi generi ibridi:
- Dactylodenia H. Garay & H.R. Sweet (1966) con il genere Dactylorhiza
- Gymninigritella E.G. Camus (1892) con il genere Nigritella;
- Gymnanacamptis Ascherson & Graebner (1907) con il genere Anacamptis
- Gymnplatanthera L. Lambert (1907) con il genere Platanthera
- Gymnaglossum Rolfe (1919) con il genere Coeloglossum
- Gymnotraunsteinera Ciferri & Giacomini (1950) con il genere Traunsteinera

### Sinonimi
- Orchis conopsea L. (1753) (basionimo)
- Satyrium conopseum (L.) Wahlenb. (1826)
- Habenaria conopsea (L.) Benth. (1880)
- Habenaria gymnadenia Druce (1897)

### Specie simili
Questa pianta può facilmente essere confusa con l'altra specie del genere Gymnadenia presente in Italia: Gymnadenia odoratissima (L.) Rich. - Manina profumata. Quest'ultima comunque si distingue dalla “Manina rosea” per le seguenti caratteristiche:
- i fiori sono molto più profumati;
- la dimensione e del labello è lievemente più piccola;
- lo sperone del labello è molto più breve (nella specie conopsea lo sperone oltrepassa il fusto nella direzione opposta, mentre nella specie odoratissima non è più lungo dell'ovario).

## Usi

### Cucina
I bulbi cotti sono commestibili oppure se essiccati e quindi macinati producono una buona farina. Sembra che siano molto nutrienti.

## Altre notizie
- In alcune aree è una pianta protetta quindi ne è vietata la raccolta.
- Questa pianta interessa l'ambiente scientifico botanico in quanto rappresenta una dei rari casi di ibridismo intergenerico spontaneo, per impollinazione entomogama, con altri generi di orchidee (Nigritella nigra)[2]. Sembra che siano le api ad avere un ruolo decisivo in queste impollinazioni intergeneriche in quanto visitano sia i fiori con sperone lungo (come la Gymnadenia conopsea) che con sperone corto (come la Nigritella nigra)[15]

## Galleria d'immagini

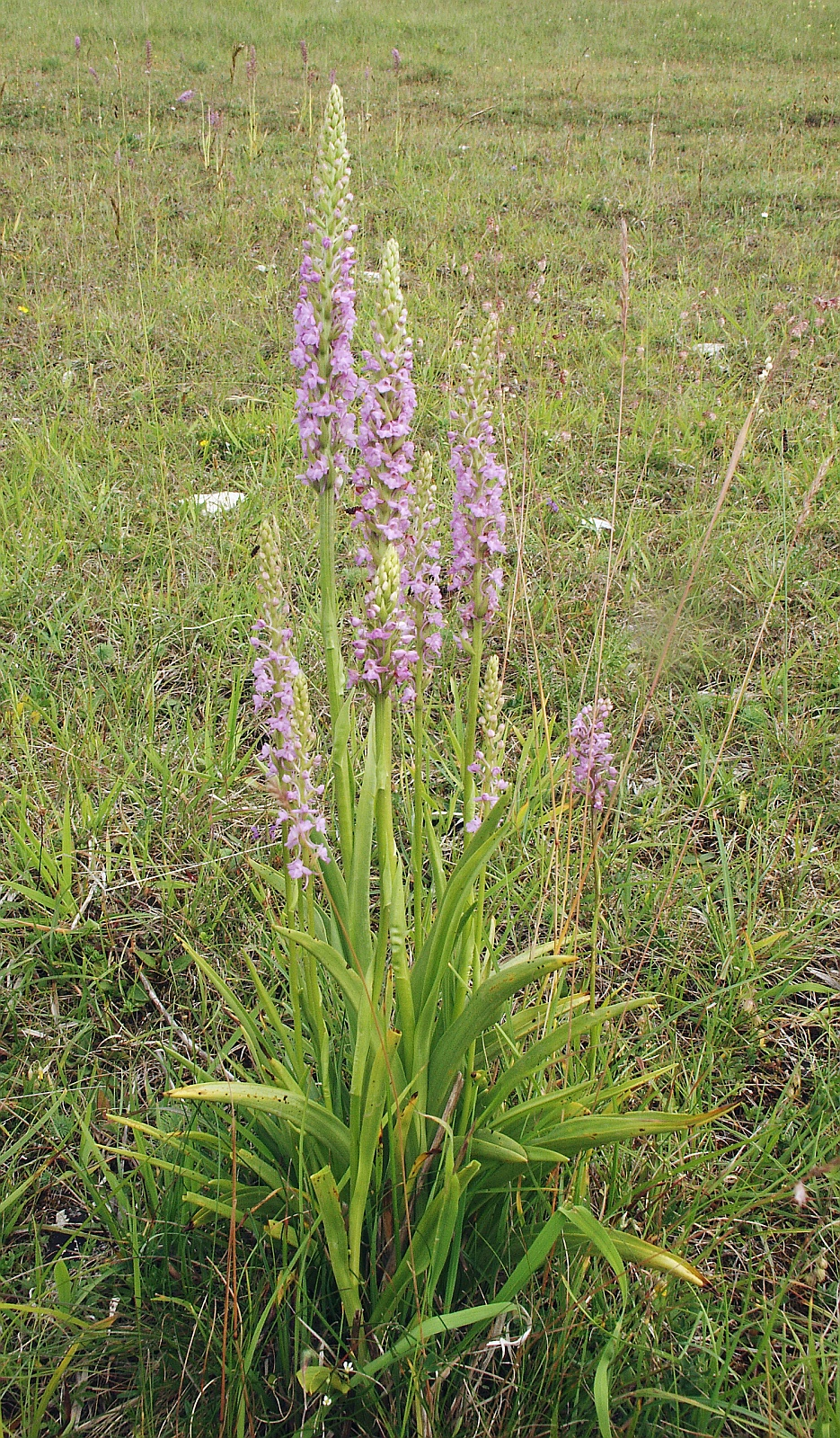
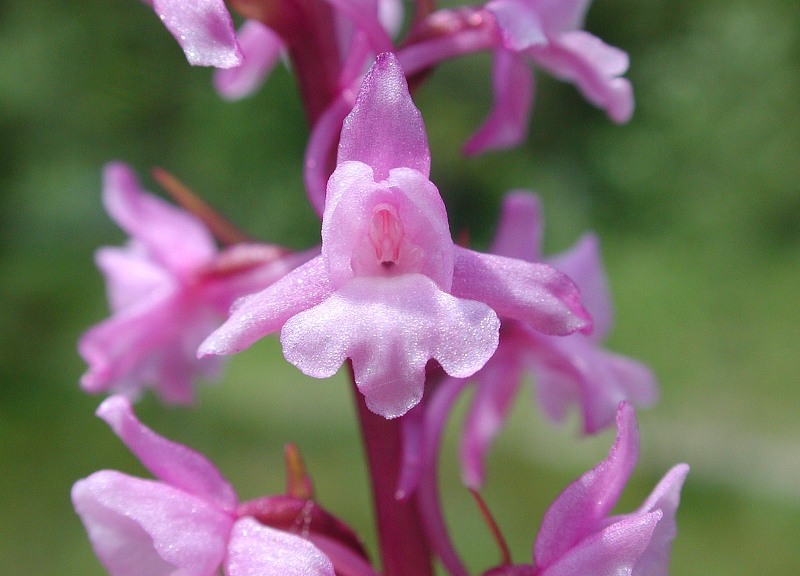
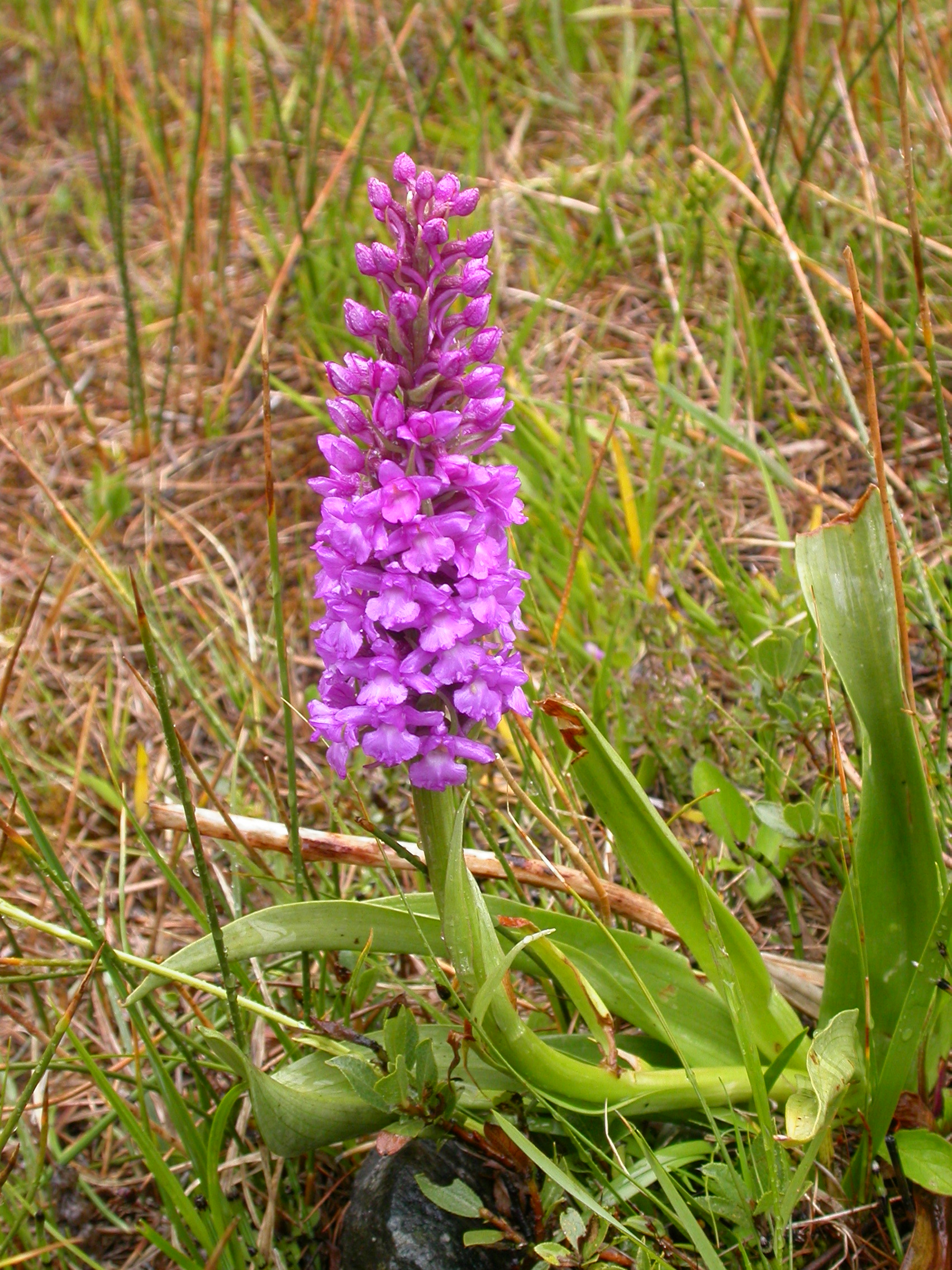
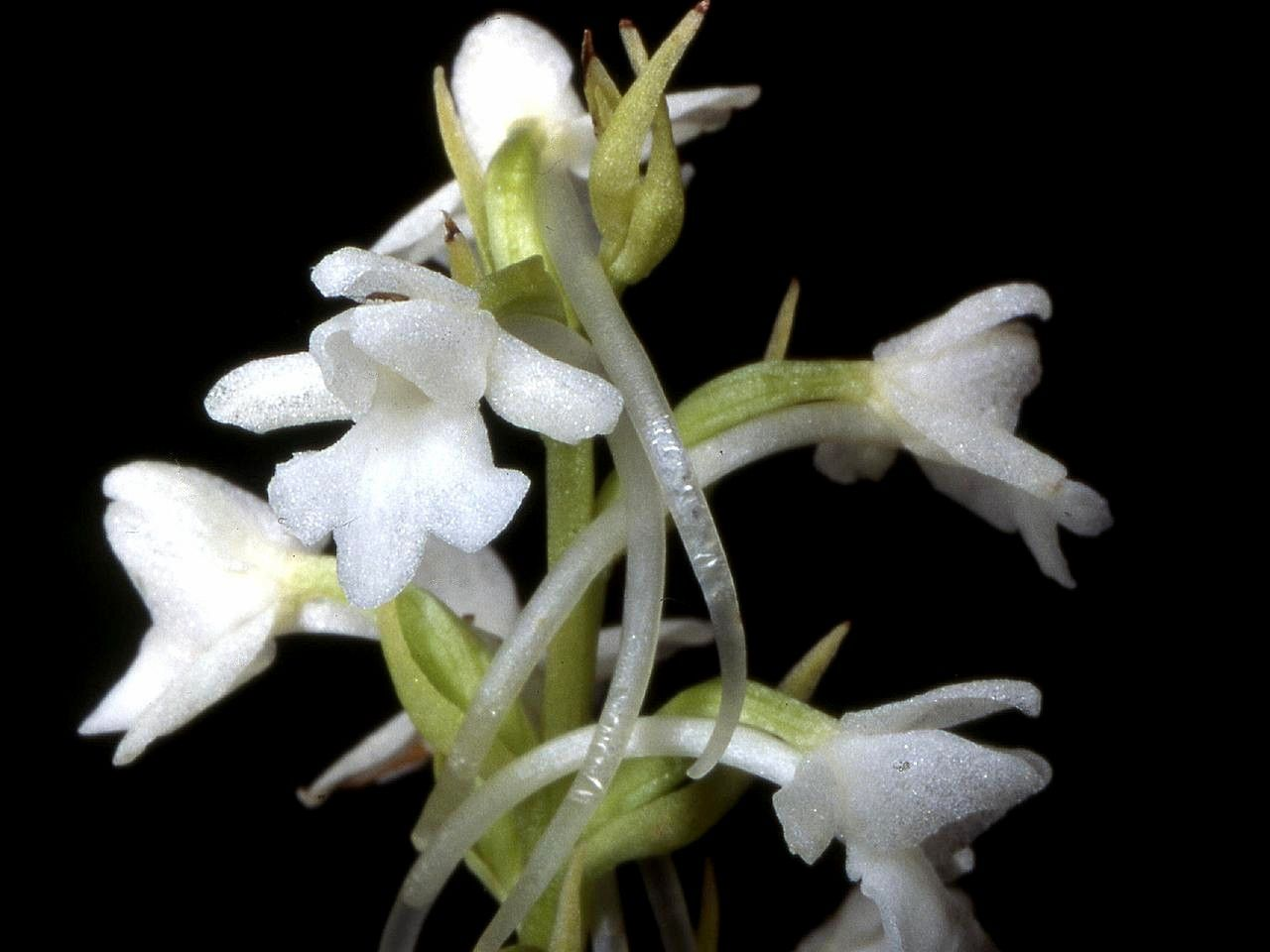
Variante alba